# Homo heidelbergensis
Homo heidelbergensis é uma espécie de hominídeo extinto que surgiu há mais de 500 mil anos e perdurou, pelo menos, até há cerca de 250 000 anos, tendo vivido no período conhecido como Pleistoceno médio. Essa espécie de hominídeo recebeu esse nome pelo seu local original de descoberta de seus primeiros fósseis, uma propriedade rural próxima à Heidelberg, Alemanha. Devido à sua semelhança anatômica e sítios arqueológicos convergentes com outras espécies do gênero Homo presentes no pleistoceno médio, como o H. sapiens, H. neanderthalensis e H. erectus, diversos fósseis encontrados durante as décadas de 1980 e 1990 foram classificados de forma não seletiva sob a espécie H. heidelbergensis. A continuidade dessa prática gerou diversas discussões nas décadas seguintes acerca da validade e existência da espécie e em sua filogenia. Atualmente o H. heidelbergensis é classificado como uma cronoespécie que teria evoluído de linhagens africanas do Homo erectus, sendo classificado ainda como o ancestral comum mais recente entre H. sapiens (Humano anatomicamente moderno) e o H. neanderthalensis (Neandertal).

## Descobertas arqueológicas
No ano de 1907, no vilarejo de Mauer, próximo à cidade de Heidelberg, na Alemanha, o escavador Daniel Hartmann encontrou a mandíbula fossilizada que seria caracterizada no ano seguinte pelo professor de antropologia alemão Otto Schoetensack, como pertencente à nova espécie de hominídeo Homo heidelbergensis.
Em 1921, outro importante fóssil foi descoberto em Broken Hill (Kabwe), na Zâmbia, pelo paleontólogo Arthur Smith Woodward. Este crânio bem preservado revela muitos aspectos da morfologia da face, caixa cerebral, e base do crânio que inaugurou a espécie H. rhodesiensis. Esse material exibe alguns caracteres arcaicos semelhantes a Homo erectus, porém apresentam um aumento do tamanho do volume cranial. Além disso, a morfologia do nariz e palato, do osso temporal e da região occipital está avançada em relação ao que se observa em Homo erectus. Esta evidência está de acordo com um episódio de especiação que ocorre no meio do Quaternário e que dá origem a populações anatomicamente mais modernas. Embora haja desacordo sobre a taxonomia, é possível argumentar que essa espécie é apropriadamente considerada Homo heidelbergensis.
A tíbia encontrada em Boxgrove, Inglaterra, no ano de 1993, está associada à fauna do Pleistoceno Médio, e à arqueologia do Paleolítico Inferior. Além disso, os sedimentos em Boxgrove foram depositados durante um episódio interglacial temperado e a fase fria que se seguiu. Restos arqueológicos escavados de todas as principais unidades estratigráficas desse sítio indicam ainda uma continuidade de ocupação para esta parte do sul de Inglaterra ao longo de um período de 104 anos, mesmo através de regimes climáticos em acentuada mudança, indicando possíveis adaptações ao clima frio. A elevada robustez da amostra indica uma resistência excepcional da diáfise e/ou proporções corporais adaptadas ao frio, paralelas às dos Neandertais. O desacordo sobre a taxonomia dos hominídeos do Pleistoceno Médio e a falta de material fóssil comparável tornam problemática uma tarefa específica para a tíbia do Boxgrove. A tíbia só pode ser atribuída ao gênero Homo, com possível referência adicional ao Homo heidelbergensis.
Foi no sítio arqueológico denominado “Sima de los Huesos”, na Espanha, que materiais de crânios datados do Pleistoceno Médio foram encontrados e relacionados com Homo heidelbergensis, conectando o fóssil típico dessa espécie, a mandíbula Mauer 1, a crânios completos. Este poço produziu um número de 28 hominídeos datados de cerca de 400 ka, sendo considerada a coleção mais completa de registros fósseis de Homo heidelbergensis em todo o mundo. Sima de los Huesos nunca foi um local de ocupação hominídea, uma vez que não foram descobertos vestígios de habitação, nem uma rede de carnívoros, devido à falta de restos de animais herbívoros. Essas características apontam para a hipótese de que o local tenha sido ocupada apenas temporariamente ao longo do período.

## Taxonomia
Historicamente, a classificação de uma ampla gama de fósseis do pleistoceno médio, ditos de Homo heidelbergensis, a partir da década de 1980 foi alvo de diversas críticas em razão da heterogeneidade que essa prática causou dentro do que se considerava parte da espécie. Devido ao constante debate e dificuldade de classificação dos hominídeos desse período, o pleistoceno médio é popularmente referido como “muddle in the middle”, traduzido livremente para a “desordem média”.

### Desafios de classificação
A natureza fragmentária e pouco informativa da mandíbula Mauer 1, o fóssil tido como tipo nomenclatural dessa espécie, ou seja, que serve como o padrão de comparação para outros fósseis candidatos a essa espécie, também contribuiu com a dificuldade de classificação do H. heidelbergensis. Mandíbulas, como a Mauer 1, não oferecem informações suficientes para delimitar requisitos rígidos para a classificação de outros candidatos em potencial, seja porque apresentam poucos mudanças anatômicas que permitam discernir entre espécies ou pela dificuldade de encontrar mandíbulas intactas entre outros possíveis fósseis candidatos do mesmo período do H. heidelbergensis.
A classificação do Homo erectus e a ascensão da teoria sintética da evolução, ambos na década de 1950, acabaram por reagrupar diversos hominídeos propostos e reduzir o número de espécies identificadas. Esse evento levou a classificação da mandíbula de Mauer como uma subespécie de H. erectus (H. erectus heidelbergensis). Na década de 1970, a introdução dos métodos de cladística à evolução humana levou a uma nova classificação do H. erectus, que repercutiu na determinação do H. heidelbergensis como uma espécie independente. Por conta das dificuldades de comparação do Mauer 1 com novos fósseis do pleistoceno médio encontrados na Ásia, Europa e África ao longo das décadas de 1980 e de 1990, o termo H. heidelbergensis gradualmente se tornou um sinônimo também da classificação “Homo sapiens arcaico” e “Homo sapiens sensu lato” (do latim “sentido abrangente”) um termo genérico no qual se encaixavam os fósseis do pleistoceno médio não atribuídos a Homo erectus.
A própria discussão acerca da classificação do H. heidelbergensis abrange também a discussão de pilares centrais da taxonomia, sua evolução como campo do conhecimento e sua herança filosófica. Na taxonomia prevalece o debate entre o realismo, pensamento pautado nas ideias de Aristóteles e que considera a existência de espécies como parte da natureza intrínseca dos seres vivos, e o nominalismo, outra corrente de pensamento pautada nas ideias de John Locke e outros pensadores mais recentes de que o conceito de espécie seria fundamentalmente um construto humano, algo artificial. A abordagem realista de tratar o conceito de espécie como algo fixo e parte da essência dos organismos, apesar de ser uma ferramenta prática para a taxonomia por permitir divisões claras entre os objetos de estudo, falha em reconhecer a nuances que existem entre organismos classificados em uma mesma espécie e o modo gradual em que a evolução acontece. Perante a isso, a abordagem nominalista propõe uma visão mais abrangente e mutável acerca da classificação dos organismos, uma visão que adiciona mais complexidade ao estudo taxonômico.
Essa discussão é de grande importância na classificação do H. heidelbergensis, já que a prática de adotar um fóssil tipo, como a Mauer 1, é arraigada na visão realista de conectar espécimes em uma mesma categoria de acordo com sua “essência”. No caso do H. heidelbergensis, devido à escassez de informações que seu fóssil tipo atual pode prover, teóricos consideram abandonar a nomenclatura original e classificar esse hominídeo do pleistoceno médio com a alcunha de Homo rhodesiensis sob outro fóssil tipo, o crânio Kabwe 1, cuja riqueza maior de informações auxiliaria na resolução do problema de classificação. O crânio Kabwe 1, encontrado junto a outros fragmentos de fósseis em 1921 na atual Zâmbia e identificado pelo paleontólogo britânico Arthur Smith Woodward, exibe traços similares aos crânios de H. sapiens, como o volume cranial esperado, além de apresentar outros aspectos, como o supercílio espesso e largo, característicos de hominídeos mais antigos. Ambos os registros fósseis foram posteriormente ligados, juntamente aos crânios encontrados em Petralona, à indústria Cromeriense, sugerindo uma proximidade entre esses registros.

### Classificação atual e histórico evolutivo
Por convenção, hoje, o H. heidelbergensis é considerado o último ancestral comum entre o H. sapiens e o H. neanderthalensis, já que essa é a época em que se considera ter ocorrido a divergência entre essas duas linhagens e devido às semelhanças anatômicas dos fósseis de H. heidelbergensis com ambas as espécies. Mesmo com essa determinação, ainda há discussão acerca da extensão geográfica que corresponde ao H. heidelbergensis, que consideram distinguir as nomenclaturas de linhagens africanas e europeias. Caso essa divisão fosse aceita, espécimes europeias do atual H. heidelbergensis continuariam sob o mesmo fóssil tipo e nomenclatura, enquanto linhagens encontradas em sítios africanos seriam classificadas como Homo rhodesiensis, seguindo a associação feita com o crânio Kabwe 1. Em 2010, foi sugerido que espécies asiáticas de Homo heidelbergensis também fossem mantidas sob essa classificação. No entanto, a identificação recente e sequenciamento do material genético de H. denisova levaram à proposição de que talvez esses fósseis pertençam ao grupo dos denisovanos, ao invés de Homo heidelbergensis. Esse consenso, no entanto, termina na tentativa de explicar a ancestralidade do H. heidelbergensis, e dois novos argumentos surgem para explicá-la. O primeiro se pauta nas semelhanças entre essa espécie e o H. erectus, colocando o Homo heidelbergensis como uma cronoespécie que representa a linhagem européia/africana do H. erectus e o último ancestral comum entre o H. sapiens e o H. neanderthalensis. Outros teóricos sugerem ainda uma segunda hipótese, em que esse hominídeo seria uma cronoespécie apenas do ramo neanderthal, o que o colocaria como uma versão “arcaica” do H. neanderthalensis. Assim, é possível ver que a discussão da classificação do H. heidelbergensis não só é um tópico de discussão complexo, como também continua central para desvendar o emaranhado de fósseis e classificações do pleistoceno médio. Alguns teóricos atribuem essa dificuldade ainda ao fato de que, possivelmente, o H. heidelbergensis seja a espécie que mostra a transição que deu origem às linhagens de H. sapiens, H. neanderthalensis e, mais recentemente, aos denisovanos.

## Habitat
A divergência na paleoarqueologia em relação à classificação do H. heidelbergensis se reflete também nos possíveis habitats e regiões geográficas pelas quais esse hominídeo tenha migrado. Independentemente de sua classificação, o continente europeu, mais especificamente as baixas latitudes na Europa mostram sinais de ocupação por H. heidelbergensis, conforme observado nos sítios arqueológicos no norte da Grécia (Petralona), península ibérica (Sima de los Huesos e Gran Dolina, na Serra de Atapuerca) e em Aragon, onde diversas ferramentas de pedra e ossos desse hominídeo foram observado, por vezes em localidades sobrepostas a outros fósseis que denotam ocupação de H. neanderthalensis. Ademais, sítios arqueológicos de maior latitude como na Alemanha (Mauer e Steinheim), o local de sua descoberta inicial, e nas Ilhas Britânicas (Swanscombe, Happisburgh e Boxgrove) ainda durante o período de glaciação, indicam alguma aptidão a ambientes de menores temperaturas.
Algumas definições da espécie também incluem os achados dos sítios arqueológicos em Israel (Gesher Benot Ya’akov) e na China (Dali, Jinniushan e Maba), cujos achados arqueológicos ainda são debatidos, mas que poderiam indicar uma vasta migração dessa espécie não só pela Europa, mas por grandes extensões da Ásia. A hipótese ainda recente de que os denisovanos seriam também uma linhagem-filha oriunda do H. heidelbergensis, baseada em evidências fósseis e estudos genéticos, seria outro possível indicador da vasta migração desses hominídeos pelo globo.
Os sítios arqueológicos no continente africano são também abundantes em material de evidência, sendo aqui a maior divergência em relação à taxonomia do H. heidelbergensis, especialmente se essa linhagem que evoluiu dentro da África deveria realmente ser classificada sob essa alcunha ou movida para um ramo distinto sob o nome de H. rhodesiensis. Nesse grupo se enquadram os sítios de na Zâmbia (Kabwe/Broken Hills), o local de descoberta do crânio Kabwe 1 de H. rhodesiensis, os dois sítios localizados no Vale do Rift: Tanzânia (Lago Ndutu) e Etiópia (Bodo d’Ar).

## Anatomia
O Homo heidelbergensis, assim como outros humanos do Pleistoceno Médio, possuíam uma cavidade nasal completamente vertical em relação ao crânio, e a fossa nasal anterior em formato de crista ou de uma coluna proeminente, se assemelhando a uma aparência mais parecida com a humana atual. Outras características craniais eram os canais incisivos que abriam perto dos dentes e eram orientados como os de humanos atuais; o osso esfenoide apresentava uma coluna que se estendia para baixo, com tubérculo articular na parte inferior do crânio podendo se projetar proeminentemente, pois a superfície atrás da dobradiça da mandíbula era bastante plana; o osso frontal era largo, o parietal podia ser expandido e o temporal era alto e arqueado, fato talvez relacionado ao aumento do tamanho do cérebro.
No contexto cranial, o volume foi estimado por Rightmire em 2004, utilizando o crânio de 10 humanos do Pleistoceno Médio atribuídos ao Homo heidelbergensis, oriundos de diferentes localidades como Kabwe, Bodo, Ndutu, Dali, Jinniushan, Petralona, Steinheim, Aragon, e do sítio arqueológico “Sima de los Huesos”, culminando num volume médio de 1 206 cm3, variando entre 1 100 cm3 e 1 390 cm3. Tal medição evidenciou um aumento considerável no tamanho cranial, visto que Rightmire também mediu o volume de 30 espécimes de Homo erectus/ergaster, chegando num volume médio de 973 cm3, apesar da grande variação (entre 727 cm3 e 1 231 cm3). Portanto, o volume cranial médio se aproxima mais de valores craniais atuais, com os crânios de machos medindo, aproximadamente, 1 270 cm3 e o de fêmeas 1 130 cm3, sendo também mais distante e menor do que os valores para Neandertais, cujos machos possuíam um volume médio de 1 600 cm3 e as fêmeas 1 300 cm3, aproximadamente.

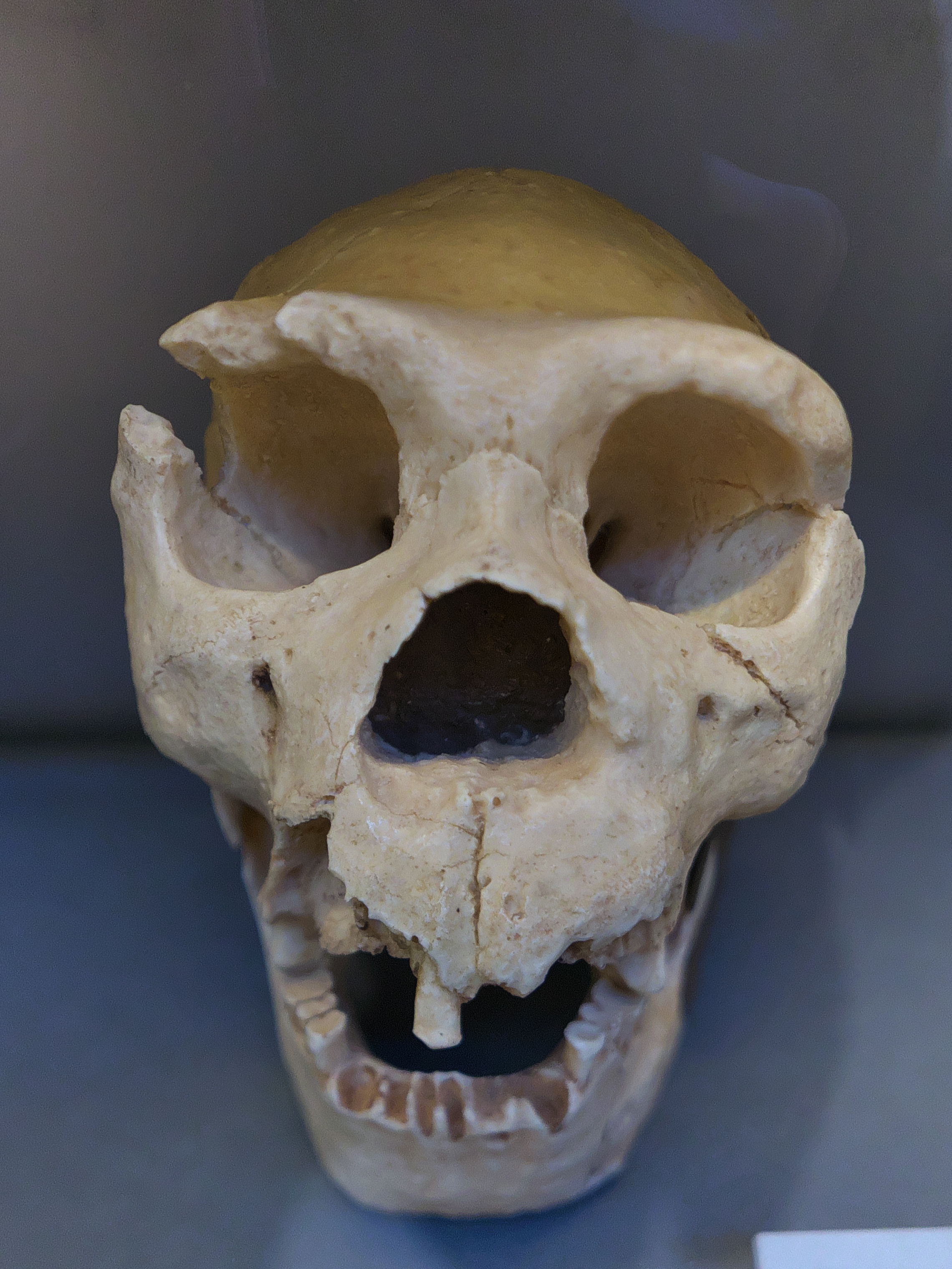
Crânio de Homo Heidelbergensis.

Ademais, em 2009, os paleontologistas Aurélien Mounier, François Marchal, and Silvana Condemi, publicaram um estudo no qual diferenças anatômicas foram observadas e se tornaram o primeiro diagnóstico diferencial do Homo heidelbergensis usando a mandíbula de Mauer, assim como materiais provenientes de várias localidades como: Tighennif, na Argélia; “Sima de los Huesos", na Espanha; Aragon e Montmorin, ambos na França. Entre essas diferenças, podemos citar: um queixo reduzido, a origem da linha milo-hióidea na altura do 3° molar, um entalhe no espaço submentoniano (submandibular) perto da garganta, um plano triangular desenvolvido perto da dobra da mandíbula, limites paralelos acima e abaixo da mandíbula numa vista lateral, muitos forames mentuais perto dos molares e pré-molares, um extenso plano alveolar (distância do encaixe do dente mais frontal até a parte de trás da mandíbula), um espaço retromolar (buraco atrás dos molares) horizontal, um pequeno ângulo gonial (formado entre o corpo da mandíbula e o ramo mandibular), uma fossa profunda para o masseter (cada um dos dois músculos que fecham a mandíbula), uma mandíbula longa, e a presença de uma calha entre os molares e o ramo mandibular que projeta uma conexão com o crânio.
Para o cérebro, temos que seu aumento, já iniciado anteriormente, manteve sua taxa de crescimento tanto em capacidade craniana quanto em número estimado de neurônios, devido a uma série de fatores, como por exemplo o desenvolvimento da linguagem, e outros dependendo do período tratado. Tal crescimento pode ser observado ao compararmos com diferentes espécies de hominídeos, visto que enquanto o Homo habilis possuía uma capacidade craniana de 600 cm3 e aproximadamente 40 bilhões de neurônios, números menores do que o Homo heidelbergensis, cuja capacidade aumentou para valores entre 1 100 cm3 a 1 300 cm3, com cerca de 76 bilhões de neurônios. Comparando agora com o Homo erectus, os hominídeos do Pleistoceno Médio apresentaram um aumento médio de 280 cm3 de volume endocranial com um maior tamanho cerebral (aproximadamente 1 230 cm3). Entretanto, cabe ressaltarmos que a maior quantidade de neurônios e o aumento da capacidade do crânio não estão necessariamente ligados a um maior nível de inteligência, servindo mais como uma característica para seguir uma tendência evolutiva.
Tendo em vista os fatos supracitados, é inegável a importância da expansão do cérebro na separação dos hominídeos do Pleistoceno Médio de seus antepassados, sendo reconhecida como uma tendência evolutiva desde o Australopithecus até os hominídeos modernos, que altera a forma cerebral e suas estruturas de diferentes formas alterando, por exemplo, a proporção entre o córtex e o cerebelo ou uma variação significativa nos lobos parietal, temporal e occipital, descoberta em achados recentes na África, Ásia Ocidental e Extremo Oriente. Contudo, apesar de sabermos da complexidade com mudanças no tamanho e na forma cerebrais, informações relacionadas à forma cerebelar e neocortical são escassas, portanto foram utilizados como base os dados de medição da capacidade endocraniana (tamanho geral do cérebro).
Já em termos de Estrutura Geral, possuímos variações quando tratamos do tamanho do corpo no Pleistoceno Médio, tanto pela presença de uma alta taxa de dimorfismo sexual com diferenças entre a massa corporal em machos e fêmeas, quanto pela falta de ossos de membros e restos não craniais, levando à variações entre os achados: no sítio arqueológico “Sima de los Huesos”, baseado em ossos longos, foram descobertos machos com 169,5 cm e fêmeas com 157,7 cm, muito menores do que se estima para as fêmeas de Jinniushan, com uma altura de 165 cm, e também diferindo de um achado em Kabwe, uma tíbia com 181,2 cm, um dos mais altos espécimes do Pleistoceno Médio, apesar de existir a chance desta tíbia ser desproporcional ao fêmur ou se tratar de um espécime de tamanho grande e incomum. Caso esses espécimes representem seus respectivos continentes, teríamos pessoas com altura média a altas ao longo do Pleistoceno Médio espalhados pelo Velho Mundo, e assim, as populações de humanos arcaicos teriam uma altura, no geral, uma média entre 165 cm e 170 cm de altura, sendo mais baixos do que humanos mais modernos, representados e estimados pelos restos encontrados em Es-Skhul e Qafzeh, Israel, medindo aproximadamente 185,1 cm os machos e 169,8 cm as fêmeas, com uma média de 177,5 cm, possivelmente para aumentar a eficiência energética aumentando assim a distância que poderia ser percorrida com pernas mais longas.
Para o plano corporal humano, ele evoluiu com o Homo ergaster, e caracterizou toda a espécie humana posterior, mas dentre as evoluções dos membros mais derivados, temos duas morfologias distintas em destaque: o peitoral estreito e a construção mais graciosa dos humanos modernos, e o peitoral mais amplo e robusto dos Neandertais. Antes se pensava numa construção física única para o último grupo, entretanto estudos mais recentes com descobertas de elementos do esqueleto do Pleistoceno Médio sugere que os humanos desse período tem uma morfologia mais parecida com a Neandertal, sendo, a morfologia moderna humana  mais única, e resultado de uma evolução mais recente.
Nesse contexto, os espécimes humanos do Pleistoceno Médio tem a pelve e o fêmur mais similares aos hominídeos mais recentes caso comparado com os Neandertais, apesar da maior amplitude da pelve, geralmente já ampla e elíptica, maior espessura e maior altura (expandida no sentido ântero-posterior) quando comparada a esses outros dois grupos de espécimes, além do pé de todos os humanos arcaicos possuírem uma tróclea (superfície da articulação) mais alta do osso do tornozelo, tornando-o mais flexível (especificamente em movimentos como a dorsiflexão e plantiflexão).

## Dieta
Em termos de alimentação, as comunidades humanas no Pleistoceno Médio parecem ter tornado a carne um componente essencial em sua dieta, com diferentes variações dependendo de sua localidade, por exemplo: habitantes de Terra Amata (sítio arqueológico em Nice, na França) se alimentavam majoritariamente de cervos, mas também elefantes, javalis, ibex, rinocerontes e auroques, diferindo de alguns sítios africanos onde comumente se encontram ossos de bovinos e cavalos. Outra importante característica dos espécimes desse período é a indicação de caça ativa, com alguns lugares na África e na Europa mostrando a caça tendo uma espécie específica como alvo como em Olorgesailie, no Quênia, onde foram achados de 50 a 60 babuínos individuais, e nos sítios arqueológicos de Torralba e Ambrona, na Espanha, onde havia abundância de ossos de elefantes, isso apesar das carcaças poderem ter sido eliminadas ou alteradas de alguma forma. E assim, essa necessidade de carne na sobrevivência pode ter levado ao desenvolvimento de grupos de caça e estratégias no Pleistoceno Médio, como vemos, por exemplo, nestes sítios (Torralbe e Ambrona), os animais parecem ter sido jogados em pântanos antes de serem mortos, envolvendo cerco e direção por um grande grupo de caçadores em um ataque coordenado e organizado. Diferindo assim da dieta do Homo erectus que foi provavelmente baseada no cleptoparasitismo (roubo da presa de animais predadores), e na coleta de vegetais.
Os consumo de recursos vegetais mencionados, provavelmente se manteve e era frequentemente, mas a extensão da sua exploração não é clara, pois não fossilizam como ossos animais. Entretanto, assumindo uma dieta pesada de carne magra, seria necessária uma alta quantidade de carboidratos e/ou gorduras para prevenção do “envenenamento por proteína”, levando ao consumo de, por exemplo, cascas de árvores, frutos ou nozes. Como exemplo, o sítio arqueológico Schöningen, na Alemanha, apresenta mais de 200 plantas nas proximidades que são comestíveis crus ou quando cozidas corroborando para a existência de tal alimentação de recursos vegetais.

## Tecnologia
Embora exista uma falta de estudos específicos para as tecnologias de Homo heidelbergensis, é provável que esses hominídeos compartilhavam de tecnologias presentes no período do pleistoceno médio. Os utensílios associados com os fósseis consistem basicamente em machados de mão e algumas ferramentas de lascas. O uso de lanças e o controle do fogo também são algumas das tecnologias dominadas.

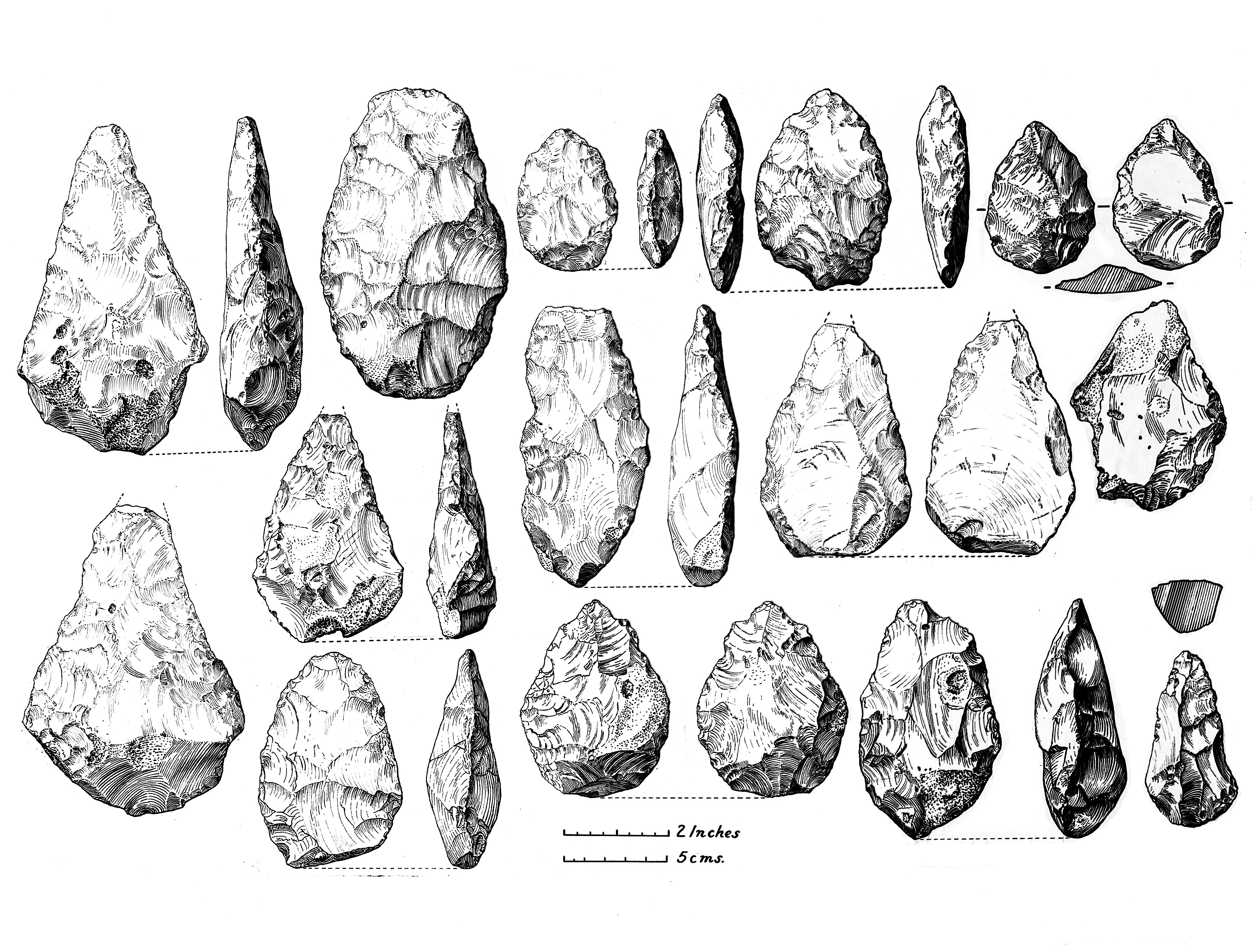
Machados de mão do período Acheuliano.

### Ferramentas de Pedra
Coleções líticas do início do pleistoceno médio revelam a presença da Cultura Acheuliana. Achados arqueológicos do período mostram uma grande variedade de machados de mão de grande refinamento em ambas as faces. A simetria é algo muito considerado nesse tipo de cultura, possivelmente por um aumento da capacidade de cognição dos hominídeos desse período. Os machados de mão do período Acheuliano possuem em média 154,77 mm de comprimento, com 93,25 mm de largura e 48,68 mm de espessura. Os sítios também contém a presença de lascas, possivelmente formadas durante a confecção dos machados de mão, além da presença de picaretas. As funções para essas ferramentas poderiam ser: possibilitar trabalhos em madeira e o processamento de carcaças.

### Lanças

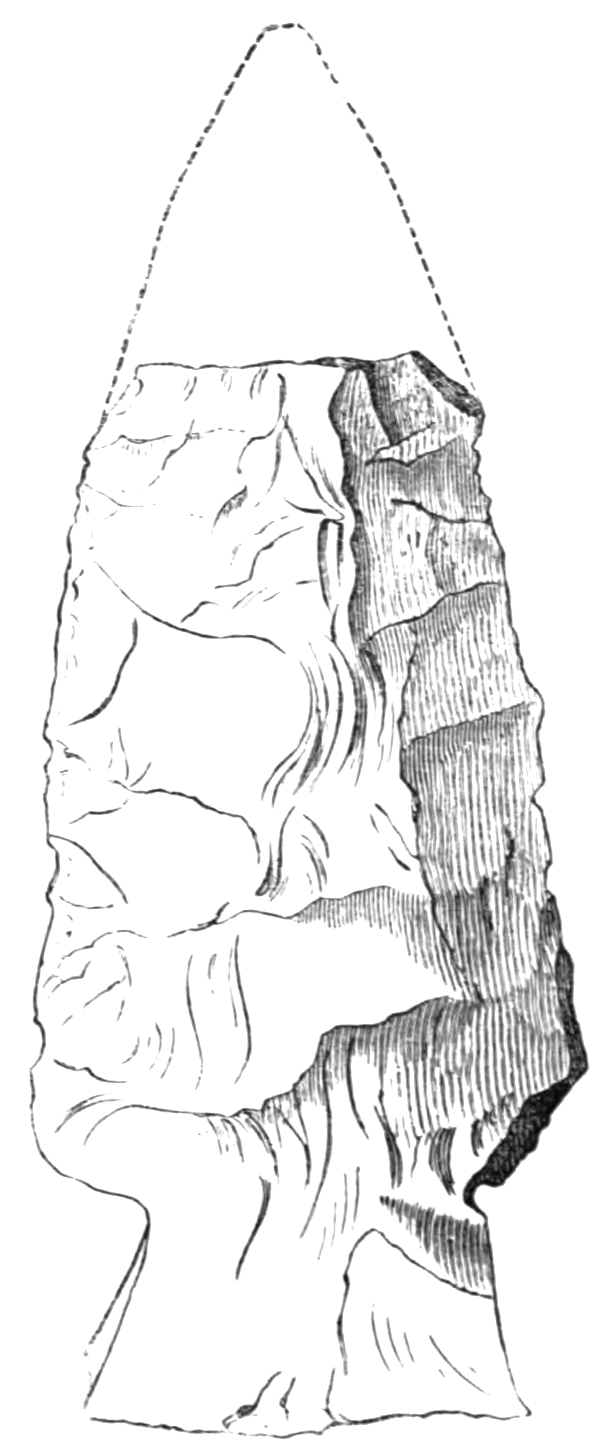
Ilustração da ponta de uma lança.

O sítio paleolítico de Schöningen apresenta diversos achados de hafting, corroborando com o uso de ferramentas, como lanças, por hominídeos do pleistoceno médio. As lanças desse sítio demonstram que ocorria preparação da base de madeira, com remoção de ramos e polimento, para formar uma ferramenta com melhor acabamento. O comprimento das lanças podia variar de 1,84 - 2,53 m. Já o diâmetro variava de 2,4 - 4,7 cm.
A caça sistemática de grandes herbívoros era possibilitada com o emprego dessas ferramentas.  Evidências, como a perfuração semicircular na escápula de cavalo e a presença de lanças de madeira junto de carcaças, mostram que a caça com esse tipo de material era desenvolvida há ~500 mil anos.

### Uso do Fogo
Os registros de uso de fogo na Europa durante o pleistoceno médio são de há ~300-400 mil anos. Enquanto na África os registros datam de ~700-300 mil anos e Ásia ~400-500 mil anos. Os achados arqueológicos que remetem ao uso controlado de fogo podem ser: depósitos queimados, lareiras, rochas trincadas pelo fogo, áreas avermelhadas, argila cozida, cinzas, carvão, madeira endurecida pelo fogo, artefatos queimados, ossos queimados e conchas queimadas.
O uso de fogo contribui com o desenvolvimento dos povos, sendo fator importante na alimentação, como fonte de luz, calor, proteção, confecção de ferramentas e caça. O controle do fogo também permitiu que fossem desenvolvidas mais atividades noturnas, o que acarretou em mudanças no ciclo circadiano dos hominídeos.

## Linguagem
Evidências da linguagem em hominídeos podem ser retiradas de vestígios osteológicos e fósseis do aparato fonoaudiológico. Nesse sentido, foi dada muita atenção ao osso hióide, que se localiza na parte anterior do pescoço e tem uma importante participação na projeção da fala. As subsequentes descobertas de ossos hióides em fósseis de hominídeos geraram um interesse renovado em seu potencial para informar sobre a evolução da fala e linguagem complexa. Foram encontrados dois hioides do Pleistoceno Médio (AT-1500 e AT-2000) atribuídos à Homo heidelbergensis na Serra de Atapuerca (Espanha) com data estimada em ~530 ka. As descrições anatômicas e antropométricas do material encontrado no sítio “Sima de los Huesos”, um sítio associado inicialmente ao Homo heidelbergensis e, mais recentemente também à Homo neanderthalensis, mostram que o hióide ali encontrado tinha similaridades importantes com o mesmo osso de humanos modernos.
Assim, parece que a morfologia macroscópica externa deste importante componente do aparelho vocal nos humanos modernos tinha surgido por ~530 ka e tem se mantido em grande parte inalterada desde então. Estudos anteriores mostraram que as características anatômicas do ouvido externo e médio associadas à percepção da fala também estavam presentes em H. heidelbergensis. Com base na recente reconstrução do tracto vocal tanto de H. heidelbergensis (crânio do sítio "Sima de los Huesos") como da H. neanderthalensis (sítio de "La Ferrassie"), e em comparação com os humanos modernos, inferiu-se que não só o H. neanderthalensis, mas talvez este antepassado comum dos Neandertais e dos humanos modernos possa ter sido capaz de falar. Autores sugerem ainda que a modelação micro-biomecânica do material hióide referido à H. heidelbergensis poderia ajudar a resolver esta questão.